# Richard Hall (Boxer)
Richard Hall (* 25. Oktober 1971 in Kingston als Richard I. Hall) ist ein jamaikanischer Boxer im Halbschwergewicht. Er ist ehemaliger WBA-Weltmeister dieser Gewichtsklasse. Seinen Titel hielt er 2 Kämpfe lang, bis er von Roy Jones junior entthront wurde.

## Biografie

### Frühes Leben
Hall wuchs mit seinem Bruder in Jamaika auf. Seine Eltern verließen ihn, als er ein Jahr alt war, weshalb er bei seiner Großmutter in Negril lebte. Hall war dort auch nicht glücklich. Zu seinem Onkel, der ihn vergewaltigt haben soll, hatte er ein schlechtes Verhältnis. Bereits als Jugendlicher floh er aus Jamaika, da er seinen Onkel mit einem Messer angegriffen haben soll. In Florida, (Vereinigte Staaten von Amerika) versuchte er mit einer Arbeit in einer Bäckerei seine Wohnung bezahlen zu können. Bereits früh begeisterte sich Hall für den Boxsport, weshalb er in einem Gym mit dem Sport anfing.

### Karriere
Über Halls Amateurkarriere ist nur wenig bekannt. Nach eigenen Aussagen soll er keine einzige Niederlage erlitten haben. Seine ersten beiden Gegner sollen Glen Johnson und Antonio Tarver gewesen sein. Diese Aussage wird von Box Experten aber gerne angezweifelt. Sein Porifdebüt war gegen den Amerikaner Francisco Harris. Hall bestritt 18 Aufbaukämpfe bis zu seiner ersten Niederlage gegen Rocky Gannon. Nach 5 weiteren Aufbaukämpfen durfte er gegen Anthony Bigeni um den WBA-Titel kämpfen. Hall brachte Bigeni in der 4. Runde dreimal zu Fall und war somit Weltmeister der WBA. Doch bereits bei seiner 2. Titelverteidigung musste er gegen Roy Jones junior eine Niederlage hinnehmen. Der Kampf fand in Indiana, (Vereinigte Staaten von Amerika) statt. Gegen Junior musste er dreimal zu Boden und gab in der 11. Runde schließlich auf.

### Die Michalczewski-Kämpfe
Von seiner Niederlage geprägt kämpfte er gegen den amtierenden Weltmeister der WBO sowie ehemaligen Weltmeister der IBF und WBA Dariusz Michalczewski. Der Pole hielt seinen Titel seit 7 Jahren und war bei 44 Profikämpfen ungeschlagen. Der Kampf fand in Köln, Deutschland statt. Hall wurde während des Kampfes mehrmals stark vom Titelverteidiger getroffen, konnte aber durch gute Nehmerfähigkeiten überzeugen. Hall bekam viele Jabs Michalczewskis ab, sodass sein rechtes Auge komplett zuschwoll. Nachdem Hall in den letzten Runden des Kampfes große Probleme mit seinem Auge bekommen hatte, wurde er in der vorletzten Runde vom Ringrichter aus dem Kampf genommen. Michalczewski bezeichnete Hall später als einen der würdigsten Kämpfer, denen er je im Ring begegnet sei. Bereits am 14. September 2002 kam es zu einem Rückkampf der beiden Kontrahenten. Auch im Rückkampf konnte Hall überzeugen und brachte den Titelverteidiger mehrmals schwer in Bedrängnis. Doch die stärkere Schlagkraft Michalczewskis, die Hall oftmals am Kopf zu spüren bekam, brachte den Ringrichter dazu, den schwer gezeichneten Hall aus dem Kampf zu nehmen.

### Karrieretief
Nach diesem Kampf sah es nicht gut aus für Hall. Er konnte einen Aufbaukampf gewinnen, bis er durch Rico Hoyce eine weitere Niederlage hinnehmen musste. Auch gegen Glen Johnson, der seinen IBF-Titel verteidigen wollte, war er chancenlos. Nur einen Kampf später musste er gegen Shaun George eine weitere Niederlage hinnehmen. Trotz seiner 3 Niederlagen hintereinander dachte er nicht an ein Karriere-Ende. Er besiegte Byron Mitchell und Jaffa Bollogou, bis er gegen Yordanis Despaigne eine weitere Niederlage hinnehmen musste. Nachdem er durch ein TKO in Runde 2 die Karriere des Boxers O’Neil Bell beendet hatte, musste er weitere 3 Niederlagen hintereinander hinnehmen. Trotz mehrerer Vermutungen gab Hall bekannt, dass seine Karriere noch lange nicht zu Ende sei.